# Zederik
Zederik és un municipi de la província d'Holanda del Sud, al sud dels Països Baixos. L'1 de gener del 2009 tenia 13.368 habitants repartits sobre una superfície de 76,49 km² (dels quals 2,76 km² corresponen a aigua). Limita al nord amb Lopik i Vianen (U), a l'oest amb Liesveld, a l'est amb Leerdam i al sud amb Giessenlanden i Gorinchem.

## Centres de població
Ameide, Hei- en Boeicop, Leerbroek, Lexmond, Meerkerk (capital), Nieuwland i Tienhoven.

## Ajuntament (2006)
El consistori està compost de 15 regidors:
- CDA 4 regidors
- PvdA 3 regidors
- VKG (Vrije Kiesvereniging Gemeentebelang) 2 regidors
- VVD 2 regidors
- SGP 2 regidors
- ChristenUnie 2 regidors